# Merionoeda baliana
Merionoeda baliana là một loài bọ cánh cứng trong họ Cerambycidae.